# Douglas Ete

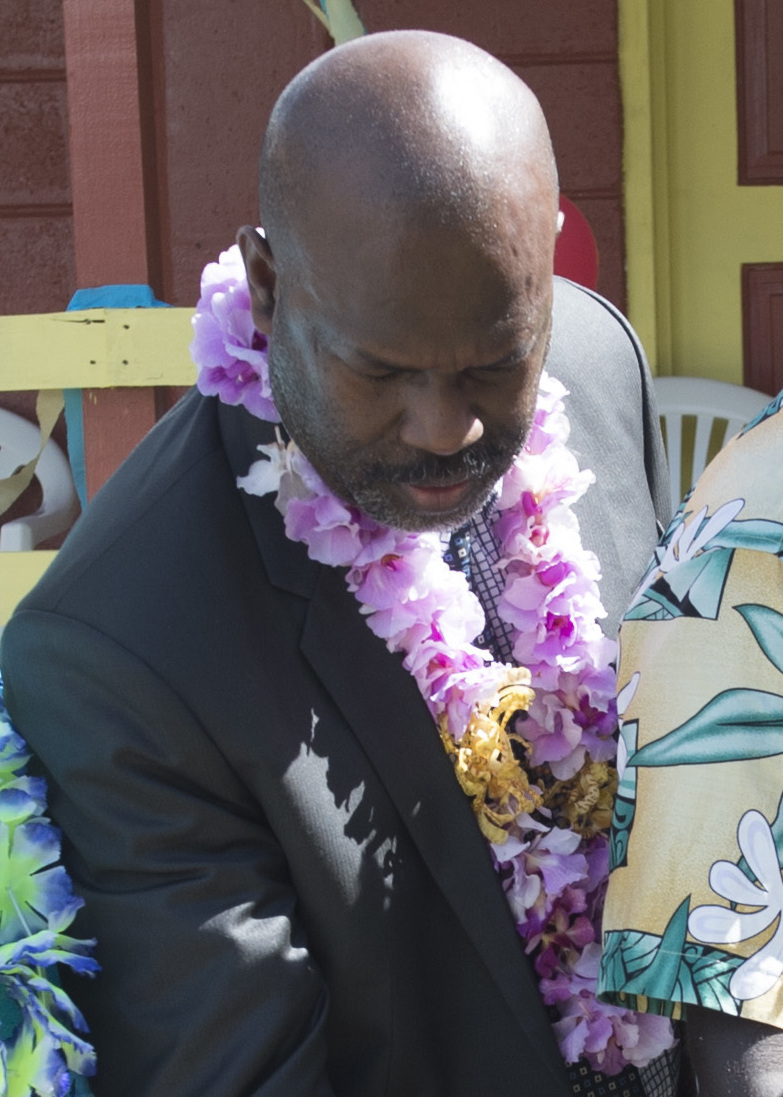
Douglas Ete (2015)

Hon. Douglas Ete (* 4. August 1964) ist ein Politiker der Salomonen der Reform Democratic Party (RDP), der unter anderem seit 2010 Mitglied des Nationalparlaments ist und zwischen 2014 und 2015 stellvertretender Premierminister sowie Innenminister war.

## Leben
Douglas Ete absolvierte nach dem Schulbesuch Studien an der Massey University in Neuseeland sowie der University of the South Pacific (USP) in Fidschi und war danach als Gewerkschaftsfunktionär sowie als Chief Executive Officer (CEO) des National Referral Hospital. Bei den Wahlen am 4. August 2010 wurde er erstmals Mitglied des Nationalparlaments und vertritt in diesem nach seinen Wiederwahlen am 19. November 2014 sowie am 3. April 2019 seither den Wahlkreis East Honiara Constituency.
Am 27. August 2010 übernahm Ete im Kabinett von Premierminister Danny Philip zunächst das Amt als Minister für den öffentliche Dienst (Minister for Public Service) und bekleidete dieses bis zum 7. Dezember 2010. Im Anschluss fungierte er nach einer Kabinettsumbildung zwischen dem 7. Dezember 2010 und dem 20. Januar 2011 als Minister für Forstwirtschaft und Forschung (Minister for Forestry and Research). Er war zwischen Dezember 2010 und dem 8. September 2014 Mitglied des Hauptausschusses des Parlaments (Parliamentary House Committee) sowie vom 21. Juni 2011 bis zum 8. September 2014 Mitglied des Ausschusses für Bildung und Personalschulung (Education and Human Resources Training) und ferner vom 6. Dezember 2011 bis zum 8. September 2014 Mitglied des Ausschusses für Gesetzentwürfe und Gesetzgebung (Bills and Legislation Committee). Nachdem er zwischen dem 17. Januar und dem 7. Februar 2012 kurzzeitig Vorsitzender des Ausschusses für öffentliche Ausgaben (Public Expenditure Committee) war, fungierte er zwischen dem 7. Februar 2012 und dem 8. September 2014 als Vorsitzender des Ausschusses für öffentliche Finanzen (Public Accounts Committee).
Ete übernahm am 15. Dezember 2014 im dritten Kabinett von Premierminister Manasseh Sogavare die Ämter als stellvertretender Premierminister (Deputy Prime Minister) und als Innenminister (Minister for Home Affairs), während unter anderem Milner Tozaka als Außenminister, Snyder Rini als Finanzminister und Peter Shanel Agovaka als Minister für nationale Sicherheit in dieses Kabinett berufen wurden. Am 21. Oktober 2015 traten sieben Minister, darunter Innenminister Ete und der nunmehrige Minister für nationale Sicherheit Commins Mewa, zurück. Am 26. Oktober 2015 wurde Manasseh Maelanga zum Innenminister ernannt und am 28. Oktober 2015 zusammen mit Stanley Sofu als Minister für nationale Sicherheit vereidigt.
Seit seinem Ausscheiden aus der Regierung ist Douglas Ete seit dem 17. November 2015 Mitglied des Ausschusses für Polizei, nationale Sicherheit und Justizvollzugsdienste (Police, National Security and Correctional Services Committee), seit dem 19. November 2015 Mitglied des Ausschusses für öffentliche Ausgaben sowie seit dem 20. November 2017 erneut Mitglied des Ausschusses für Gesetzentwürfe und Gesetzgebung. Seit dem 17. November 2017 ist er abermals Vorsitzender des Ausschusses für öffentliche Finanzen.